# 红毛樱桃
红毛樱桃（学名：Cerasus rufa）是蔷薇科樱属的植物。分布于尼泊尔、不丹、缅甸、锡金以及中国大陆的西藏等地，生长于海拔2,500米至4,000米的地区，见于灌木林中和开旷地，目前尚未由人工引种栽培。

## 别名
红毛樱（拉汉种子植物名称）

## 异名
- Cerasus rufa Wall. var. trichantha (Koehne) Yu & C. L. Li
- Prunus rufa Hook. f.
- Prunus rufa Hook. f. var. trichantha (Koehne) Hara